# 蔓枝龙胆
蔓枝龙胆（学名：Gentiana leptoclada）是龙胆科龙胆属的植物，为中国的特有植物。分布于中国大陆的云南等地，生长于海拔2,100米至3,000米的地区，见于林下，目前尚未由人工引种栽培。